# Karl Neundörfer
Karl Neundörfer (* 5. Mai 1885 in Mainz; † 13. August 1926 bei Sils Maria im Oberengadin) war ein deutscher römisch-katholischer Priester und Jurist.

## Leben
Seit seiner Schulzeit in Mainz war er mit dem späteren Religionsphilosophen Romano Guardini befreundet und erarbeitete während der Studienzeit mit ihm eine eigene unhegelianische Gegensatzlehre, die beider Werk durchgängig kennzeichnen sollte. Aufgrund der vereinbarten Arbeitsteilung sollte Neundörfer, der Theologie und Recht studiert hatte, sie stärker im politisch-gesellschaftlichen und kirchenrechtlichen und -politischen Bereich anwenden. Dies wird bereits in Ansätzen 1909 in seiner Promotion über die Trennung von Kirche und Staat in Frankreich sichtbar.
Gemeinsam mit Guardini war er von 1920 bis 1926 in der Katholischen Jugendbewegung Quickborn auf Burg Rothenfels aktiv.
Beruflich hat er sich als Caritasdirektor der Diözese Mainz insbesondere für die Jugendwohlfahrt eingesetzt. Gleichzeitig war er von 1918 bis zu seinem Tod 1926 Pfarrer von St. Quintin (Mainz). Er starb bei einem Sturz in eine Gletscherspalte in den Bergen des Oberengadin.
Sein 16 Jahre jüngerer Bruder Ludwig Neundörfer und Walter Dirks edierten 1927 aus dem Nachlass eine Auswahl seiner zwischen 1909 und 1926 erschienenen Aufsätze zur Sozial- und Kulturpolitik unter dem Titel „Zwischen Kirche und Welt“, die ihn als wichtigen Sozialtheoretiker seiner Zeit ausweisen. Ludwig Neundörfer, ebenfalls Freund von Romano Guardini, fühlte sich dem Erbe seines älteren Bruders stark verpflichtet und hat sein Wirken im Sinne der Sozial- und Fürsorgereform fortgesetzt.

## Schriften
- Die Frage der Trennung von Kirche und Staat nach ihrem gegenwärtigen Stand. München 1913.
- Über die Möglichkeit eines konfessionellen Friedens. In: Historisch-politische Blätter für das katholische Deutschland. Bd. 157. München 1916, S. 488–495.
- Die Kirche als gesellschaftliche Notwendigkeit. In: Hochland. Jg. 20 (1922/1923), S. 225–238.
- Das Erstarken der bischöflichen Gewalt. In: Hochland. Jg. 21 (1924), S. 449–459.
- Widerstreitende Mächte in dem Reichsgesetz für Jugendwohlfahrt. In: Hochland. Jg. 20 (1922/1923), S. 509–529.
- Zwischen Kirche und Welt. Hrsg. von Ludwig Neundörfer und Walter Dirks. Frankfurt am Main 1927.